# Itsukushima
Itsukushima (jap. 厳島 Itsuku-shima), powszechnie znana jako Miyajima (jap. 宮島 Miya-jima) – wyspa w Japonii, w zachodniej części Morza Wewnętrznego (Seto-naikai, dosł. Wewnętrzne Morze Cieśnin). Administracyjnie należy do miasta Hatsukaichi w prefekturze Hiroszima (Hiroshima). 
Wyspa słynie z chramu Itsukushima i wielkiej bramy torii, jako jednego ze słynnych „trzech japońskich pejzaży” (Nihon-sankei).
W 1923 roku cała Miyajima została wyznaczona przez rząd jako miejsce o znaczeniu historycznym i niezwykle pięknym krajobrazie, a w 1950 włączona do Parku Narodowego Seto Naikai. W 1996 chram Itsukushima został wpisany na Listę światowego dziedzictwa UNESCO.

## Historia
Wyspa ma długą historię jako święte miejsce shintō. Jest obiektem kultu przyrody od czasów starożytnych ze względu na swój krajobraz i góry. Najwyższa na wyspie góra Misen (Mi-sen, 535 m), otoczona pierwotnym lasem, była czczona przez miejscową ludność już w VI wieku. Legenda głosi, że w pierwotnej wersji chram Itsukushima został wzniesiony w 593 roku rzekomo przez człowieka o imieniu Kuramoto Saeki, zarządzającego tą krainą. Jednak chram ten w obecnym kształcie (styl shinden-zukuri) przypisywany jest powszechnie politykowi i wojskowemu, Kiyomori Taira (1118–1181), najpotężniejszemu człowiekowi w Japonii pod koniec okresu Heian (794–1185). W 1168 roku wybrał on wyspę na miejsce kultu swojego klanu i zbudował chram w małej zatoce, z bramą torii w pewnej odległości od brzegu, w Morzu Wewnętrznym. Jest to jedyny obiekt tego rodzaju, który wydaje się unosić malowniczo ponad wodą.

## Interesujące obiekty

### Misen
Góra Misen jest najwyższym szczytem na Miyajimie. W pogodne dni zapewnia spektakularne widoki na Morze Wewnętrzne i miasto Hiroszima. W pobliżu szczytu znajduje się wiele budowli buddyjskich. Na szczyt można się dostać kolejką linową lub jednym z trzech pieszych szlaków turystycznych. Nawet jednak korzystając z kolejki, należy pamiętać, że dotarcie do atrakcji Misen nadal wymaga marszu, ponieważ szczyt jest o kolejne 100 m wyższy i oddalony około 1 km od górnej stacji kolejki.

### Daishō-in
U podnóża góry Misen znajduje się świątynia Daishō-in założona w 806 roku przez mnicha, założyciela buddyzmu shingon, Kūkaia (774–835), znanego pośmiertnie jako Kōbō-Daishi. W drodze powrotnej z Chin odwiedził on Miyajimę. Wyczuł tam duchy i doszedł do wniosku, że wyspa musi być świętym miejscem.
Dla zwiedzających interesujące są: Misen Hondō (Pawilon Główny Misen) i Reikadō (Pawilon Duchowego Płomienia). W tym drugim płonie do dziś „niegasnący ogień” (kiezu-no-hi), który podobno zapalił Kōbō-Daishi, kiedy zaczął modlić się na tej górze. Ogień ten został wykorzystany do rozpalenia Płomienia Pokoju w Parku Pamięci Pokoju w Hiroszimie.
Wzdłuż schodów prowadzących do świątyni znajduje się rząd obracających się metalowych walców, na których wyryto teksty sutr. Uważa się, że obracanie inskrypcji podczas wchodzenia do góry ma taki sam efekt, jak ich czytanie, a więc uzyskanie błogosławieństw.

### Senjō-kaku
Senjō-kaku (dosł. „Pawilon 1000 tatami”) to popularna nazwa chramu Hōkoku (Hōkoku-jinja), którego początki sięgają 1587 roku. Znajduje się on na niewielkim wzgórzu tuż obok chramu Itsukushima. Hideyoshi Toyotomi (1536–1537), drugi z „trzech zjednoczycieli kraju” (przed nim był Nobunaga Oda, po nim Ieyasu Tokugawa), zlecił zbudowanie tego chramu i intonowanie sutr za poległych żołnierzy. Gdy Hideyoshi zmarł w 1598 roku pawilon nie był jeszcze ukończony. W 1872 roku nieukończony budynek został poświęcony duszy jego założyciela i do dziś pełni funkcję religijną. W sąsiedztwie chramu stoi pięciopiętrowa pagoda, pierwotnie zbudowana w 1407 roku.

### Muzeum Historii i Folkloru Miyajimy
Muzeum Historii i Folkloru Miyajimy (Miyajima Rekishi Minzoku Shiryōkan) umożliwia poznanie historii Miyajimy, prezentując dzieła sztuki i artefakty związane m.in. ze słynnym sanktuarium i jego ceremoniami, a także narzędzia używane przez lokalnych mieszkańców w ich codziennym życiu.
Zespół budynków, w którym mieści się muzeum został zbudowany około 160 lat temu. Pierwotnie służył jako rezydencja i magazyn zamożnej rodziny kupieckiej, która zajmowała się w handlem sosem sojowym (shōyu).

## Galeria

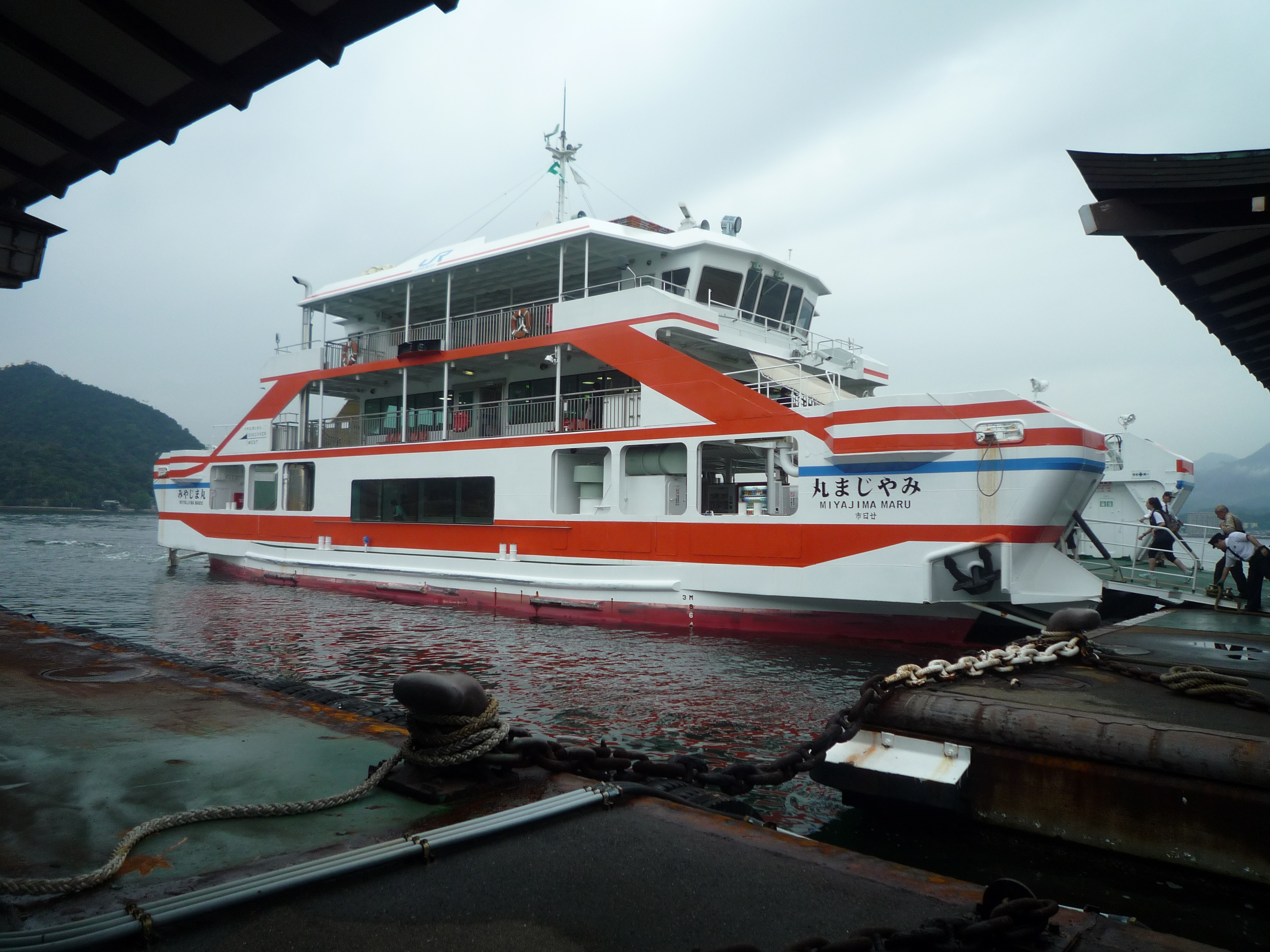
Prom „Miyajima Maru”
Torii chramu Itsukushima
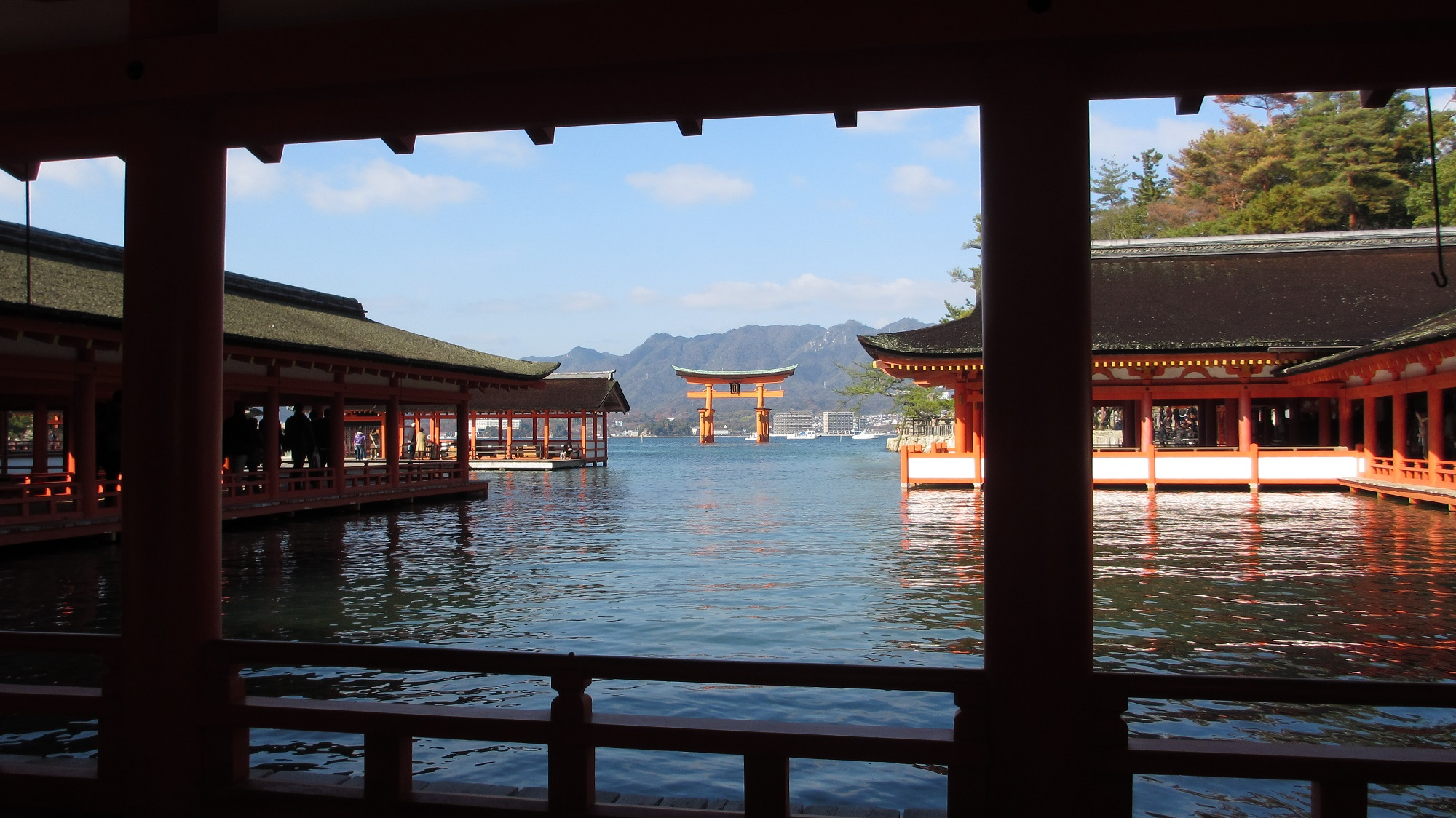
Chram „unoszący się na wodzie” (jeden z trzech słynnych pejzaży)
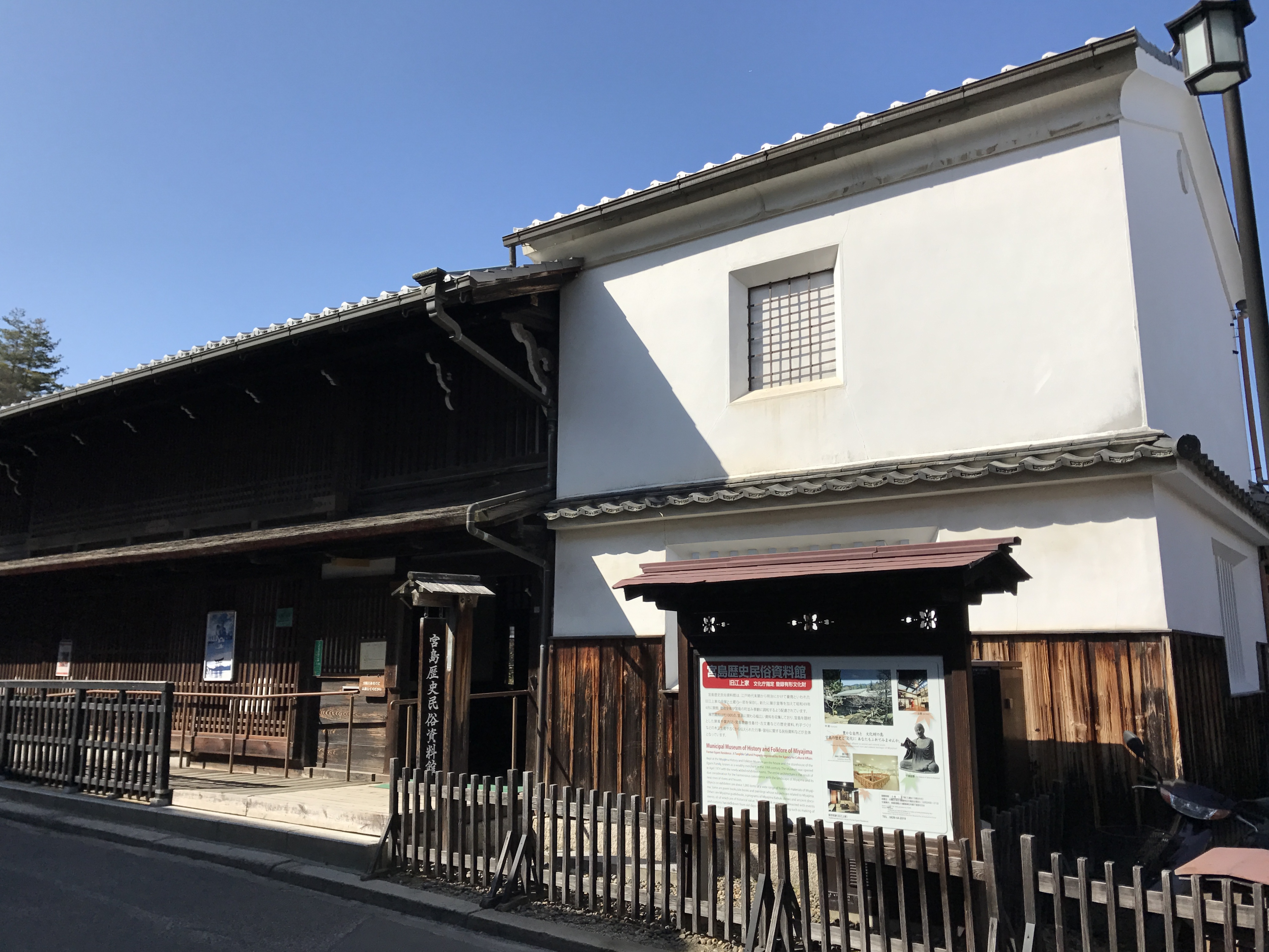
Muzeum Historii i Folkloru Miyajimy (2017)
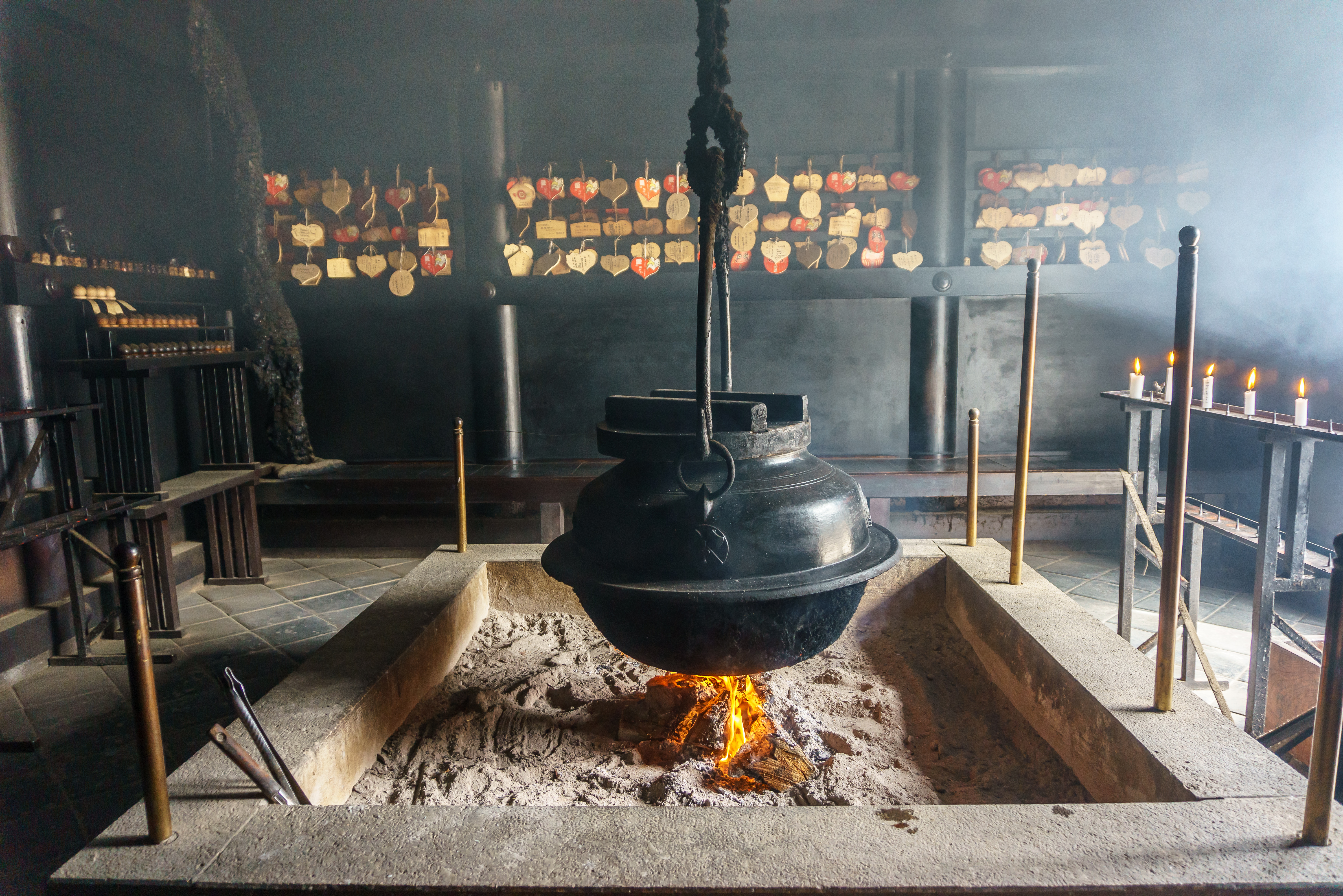
Kiezu-no-hi („niegasnący ogień”, „wieczny ogień”)
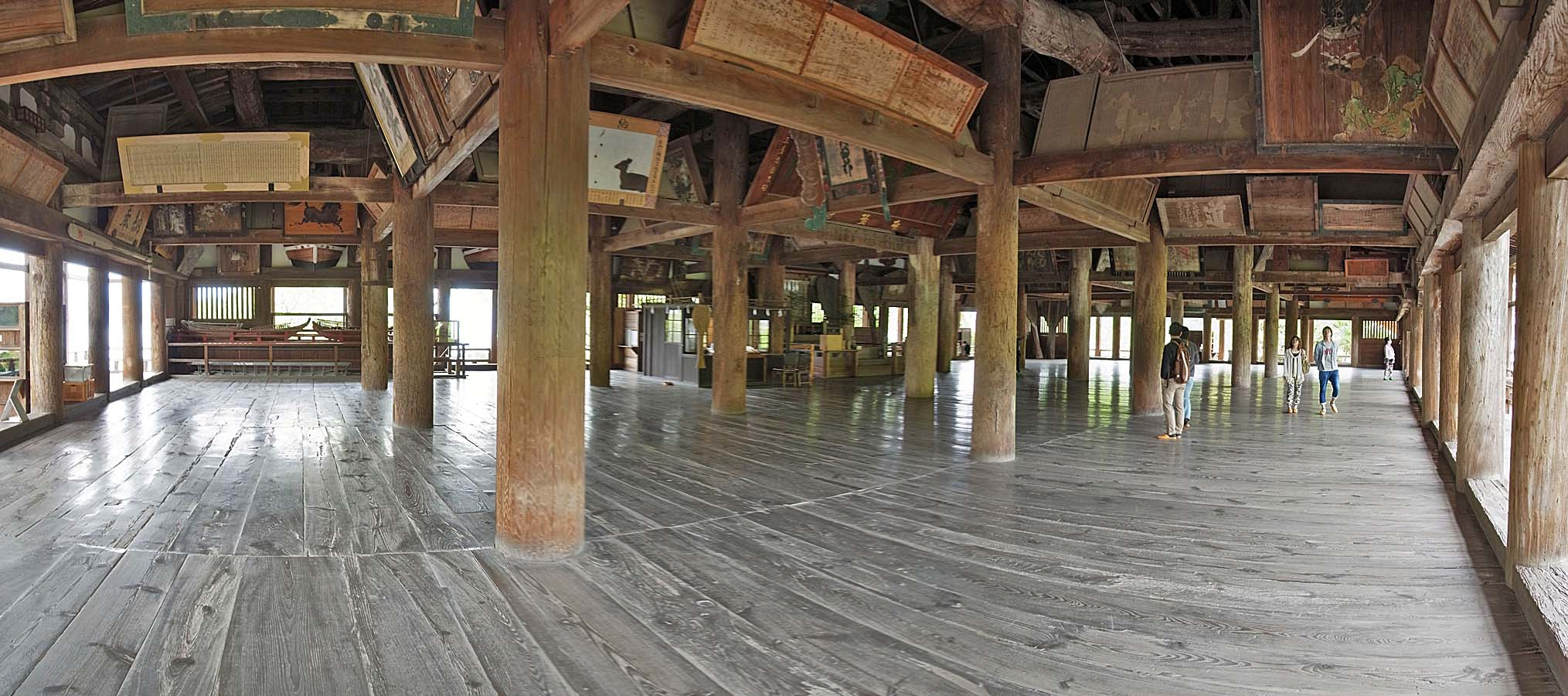
Senjō-kaku